# Агуэро, Хуан Баутиста
Хуа́н Баути́ста Агуэ́ро Са́нчес (исп. Juan Bautista Agüero Sánchez; 24 июня 1935, Каакупе — 27 декабря 2018, Каакупе) — парагвайский футболист, играл на позиции крайнего нападающего. Участник чемпионата мира 1958 года в составе сборной Парагвая. Лучший бомбардир первого в истории молодёжного чемпионата Южной Америки.

## Биография

### Клубная карьера
Хуан Баутиста Агуэро начал играть в футбол в родном городе Каакупе. В возрасте 15 лет присоединился к команде «20 Июля» из района Кабаньяс, а через два года стал играть за «8 Декабря». В 1953 году попал в молодёжную академию асунсьонской «Олимпии». Во взрослом футболе дебютировал в 1955 году. В 1956 году помог своей команде выиграть чемпионат Парагвая. В следующие два года «Олимпия» продолжала доминировать в национальном первенстве. Таким образом, к моменту переезда в Европу Агуэро выиграл три подряд чемпионата Парагвая. В 1957 и 1958 годах Мбати дважды подряд становился лучшим бомбардиром чемпионата Парагвая.
В 1958 году крайний нападающий перешёл в испанскую «Севилью». Он выступал за эту команду до 1965 года. В сезоне 1961/62 дошёл до финала Кубка Генералиссимуса, где «Севилья» уступила 1:2 мадридскому «Реалу».
Именно в «Реал» в 1965 году перешёл парагвайский нападающий. Травма паха помешала Агуэро полноценно проявить себя в «королевском» клубе — за весь сезон он сыграл лишь в девяти матчах и забил два гола, в том числе провёл одну встречу против «Фейеноорда» в розыгрыше Кубка европейских чемпионов 1965/66, который в итоге в шестой раз выиграла мадридская команда.
Полностью оправиться от травмы Хуану Агуэро не удалось — в 1966 году он перешёл в «Гранаду», которая по итогам сезона вылетела в Сегунду. Уже в следующем сезоне Агуэро выступал за фарм-клуб, «Рекреативо Гранаду», где и завершил европейский этап своей карьеры. Однако в 1970 году парагваец вернулся в профессиональный футбол, проведя последние два сезона за «Депортиво Перейру» в чемпионате Колумбии.

### Выступления за сборную
В 1954 году, ещё не дебютировав в основе «Олимпии», Хуан Агуэро стал лучшим бомбардиром первого в истории молодёжного чемпионата Южной Америки, прошедшего в Венесуэле. Примечательно, что свои восемь голов он забил в условиях, когда парагвайская сборная даже не сумела попасть в четвёрку лучших команд, которым предстояло сыграть ещё по три матча в финальной группе. Причиной тому стала невероятная результативность в игре против приглашённой сборной Панамы — Парагвай разгромил её со счётом 9:1, а Агуэро отметился шестью забитыми голами. Ещё два гола он забил в ворота Перу (2:2) тремя днями ранее. По другим данным, он забил пять голов панамцам и в сумме — семь голов на турнире.
В начале 1955 года в составе сборной Парагвая отправился на чемпионат Южной Америки в Чили. Дебютировал во взрослой сборной в четвёртой, предпоследней игре против хозяев первенства чилийцев. Игра, как и весь чемпионат, сложилась неудачно для «альбиррохи» — Чили разгромила Парагвай 5:0. В последней игре против Перу (1:1) Хуан Агуэро не также не сыграл.
В составе сборной был участником чемпионата мира 1958 года в Швеции, где Парагвай, несмотря на неплохую игру, выбыл из розыгрыша уже на групповом этапе. Хаун Агуэро был капитаном той сборной, и провёл все три матча «альбиррохи» — против Франции (3:7), Шотландии (3:2) и Югославии (3:3). Последним двум командам Мбати забил по голу. После отъезда в Европу Агуэро больше не привлекался в национальную команду, как это часто случалось в тот период истории футбола. Статистика общего числа проведённых матчей и забитых голов Хуаном Баутистой Агуэро за сборную Парагвая противоречива. По данным сайта 11v11.com, в 1955—1958 гг. он сыграл 15 матчей и забил восемь голов за национальную команду.
Умер в родном городе Каакупе 27 декабря 2018 года.

## Титулы и достижения
Командные
- Чемпион Парагвая (3): 1956, 1957, 1958
- Финалист Кубка Генералиссимуса: 1961/62
- Обладатель Кубка европейских чемпионов: 1965/66

Личные
- Лучший бомбардир чемпионата Парагвая (2): 1956 (14 голов), 1957 (16 голов)
- Лучший бомбардир молодёжного чемпионата Южной Америки (1): 1954 (8 голов)